# Махотин, Федот Фадеевич
Федот Фадеевич Махотин (1871, дер. Ледовские выселки, Тульская губерния — 14 декабря 1923, Новониколаевск, СССР) — российский предприниматель, артист цирка, акробат, основатель кинематографа в Новониколаевске (ныне Новосибирск).

## Биография
Федот Фадеевич Махотин родился в крестьянской семье в Тульской губернии. В подростковые годы его отдали на заработки в город. Работал помощником в разъездной театрально-цирковой труппе, овладел акробатическими навыками, со временем стал цирковым администратором.
В 1896 году на Всероссийской выставке в Нижнем Новгороде цирковая труппа Махотина приобретает кинематографический аппарат, и в 1896—1897 годы устраивает первые киносеансы в Новониколаевске, Иркутске и Томске.
В 1908 году Махотин оставляет работу в цирке и переезжает в Новониколаевск. Здесь он открывает первый в городе стационарный кинотеатр (один из первых в Сибири), который разместился в складском помещении на Ярмарочной площади.
В 1909 и 1911 годах Махотин переделывает кинотеатр, количество мест увеличивается до 450. Несмотря на то, что «Первый электротеатр Ф. Ф. Махотина» проигрывал конкурентам в комфорте и размерах, в репертуаре и уровне проекции он явно имел превосходство, так как сотрудничал с лучшими кинопрокатными фирмами столицы. Вплоть до Октябрьской революции заведение пользовалось у жителей города большой популярностью.
После 1917 года работает заведующим лабораторией, оператором, инспектором кинотеатров в различных местных кинематографических организациях, в том числе в своём кинотеатре, который на тот момент был национализирован и переименован в кинотеатр «Триумф».
В декабре 1923 году уволен по причине сокращения штатов и ухудшения здоровья.

## Общественная деятельность
Фёдор Махотин принимал активное участие в общественной жизни Новониколаевска. Регулярно устраивал специальные школьные и детские сеансы. Был одним из инициаторов основания и активным членом Общества попечения о народном образовании. В 1911 году становится почётным блюстителем городского приходского училища, с 1913 года — попечитель мужского и женского начальных училищ Новониколаевска.

## Киносъёмки Новониколаевска
Махотин был первым человеком, который начал снимать Новониколаевск на киноплёнку. Всего известно более 30 работ.
Киноленты:
- Крестный ход на Николаевском проспекте (1913)
- Масленица в Новониколаевске (1913)
- Прогулка на пароходе «Кормилец» до Бердска (1913)
- Полёт авиатора Седова. Бега и скачки (1914)
- Торжественное молебствование о ниспослании победы русским войнам (1914)
- Сбор белья в пользу войнов (1915)
- Великий праздник победы революции в Новониколаевске (1917)

## Память
В 2014 году в Новосибирске был открыт памятник первому кинотеатру города. На табличке памятника размещён текст:

На этом месте в 1908 году Фёдором Махотиным был открыт первый в Новониколаевске постоянно действующий кинотеатр «Театр-синематограф Махотина»
Памятник установлен на месте, где располагался кинотеатр, возле здания мэрии Новосибирска, рядом с входом на станцию метро Площадь Ленина.